# Heteroconger longissimus
Heteroconger longissimus, también conocida como anguila jardinera, es una especia de anguila de la familia Congridae. Fue descrita por Albert Günther en 1870.
Es una anguila tropical marina qué habita el océano Atlántico occidental y oriental, incluyendo Madeira, las islas Canarias, Senegal, las Bahamas, los cayos de Florida, el Caribe, México, Belice, Honduras y Brasil. Mora en una profundidad de entre 10 y 60 m, aunque normalmente entre 20 y 60 m, y su estilo de vida es sedentario y béntico, habitando arrecifes en colonias. Suelen desovar durante la estación más calurosa.
El estadio de larva dura entre 6 y 8 meses. Los machos adultos pueden alcanzar una longitud total máxima de 51 centímetros.
La dieta de esta anguila consiste principalmente de detrito y plancton.

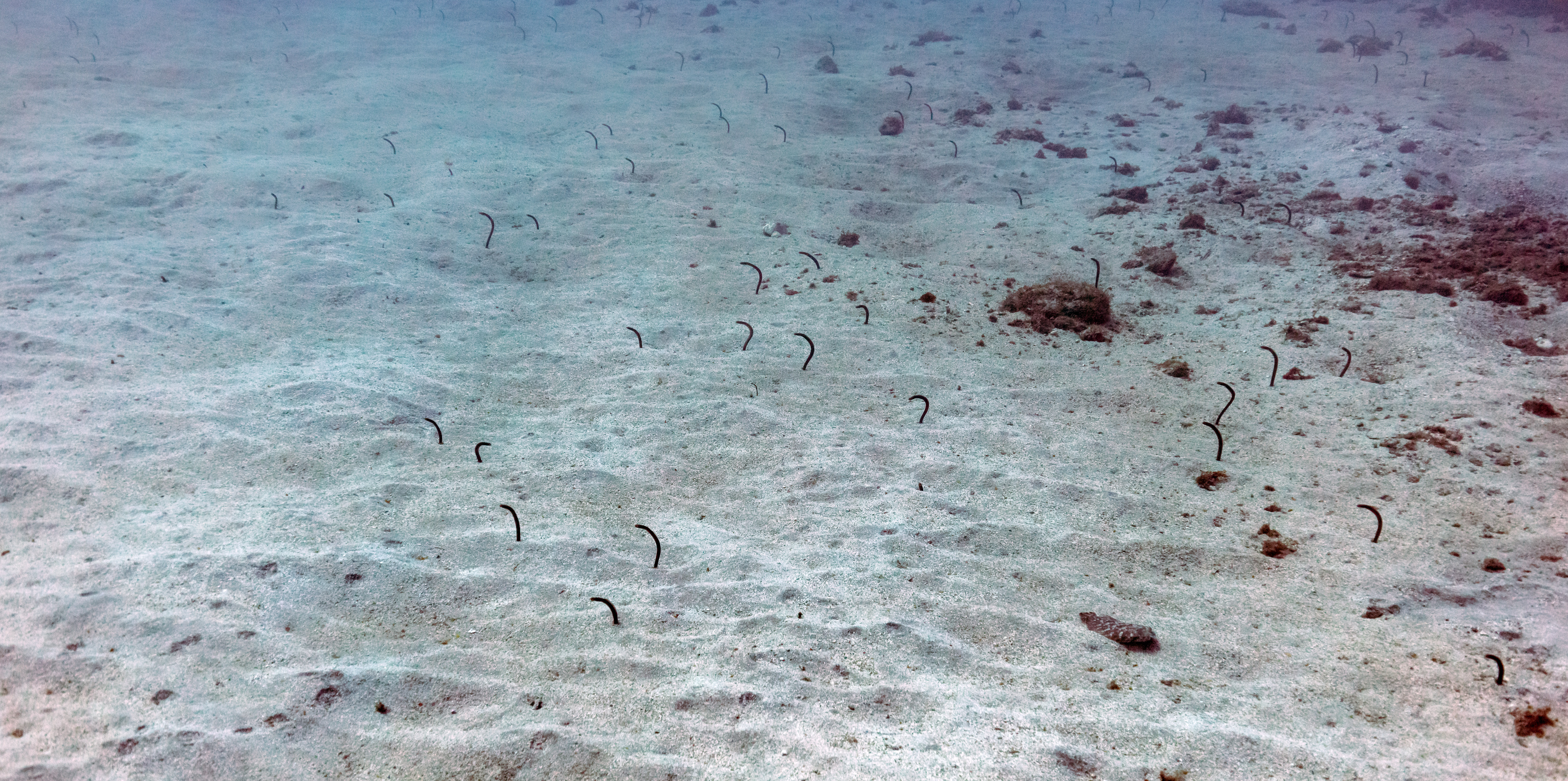
Anguilas jardineras en Tenerife (España)